# Schrems (Gemeinde Fladnitz)
Schrems ist eine Ortschaft und Katastralgemeinde von Fladnitz an der Teichalm in der Steiermark in Österreich.
Schrems liegt westlich von Fladnitz an der Teichalm zwischen dem Rosseggkogel und dem Gratwohlkogel. Obwohl die Gegend schon in römischer Zeit besiedelt war, weist der Ortsname auf Slawen hin, die im Gefolge der kriegerischen Awaren standen und hier sesshaft wurden.